# أومنكس

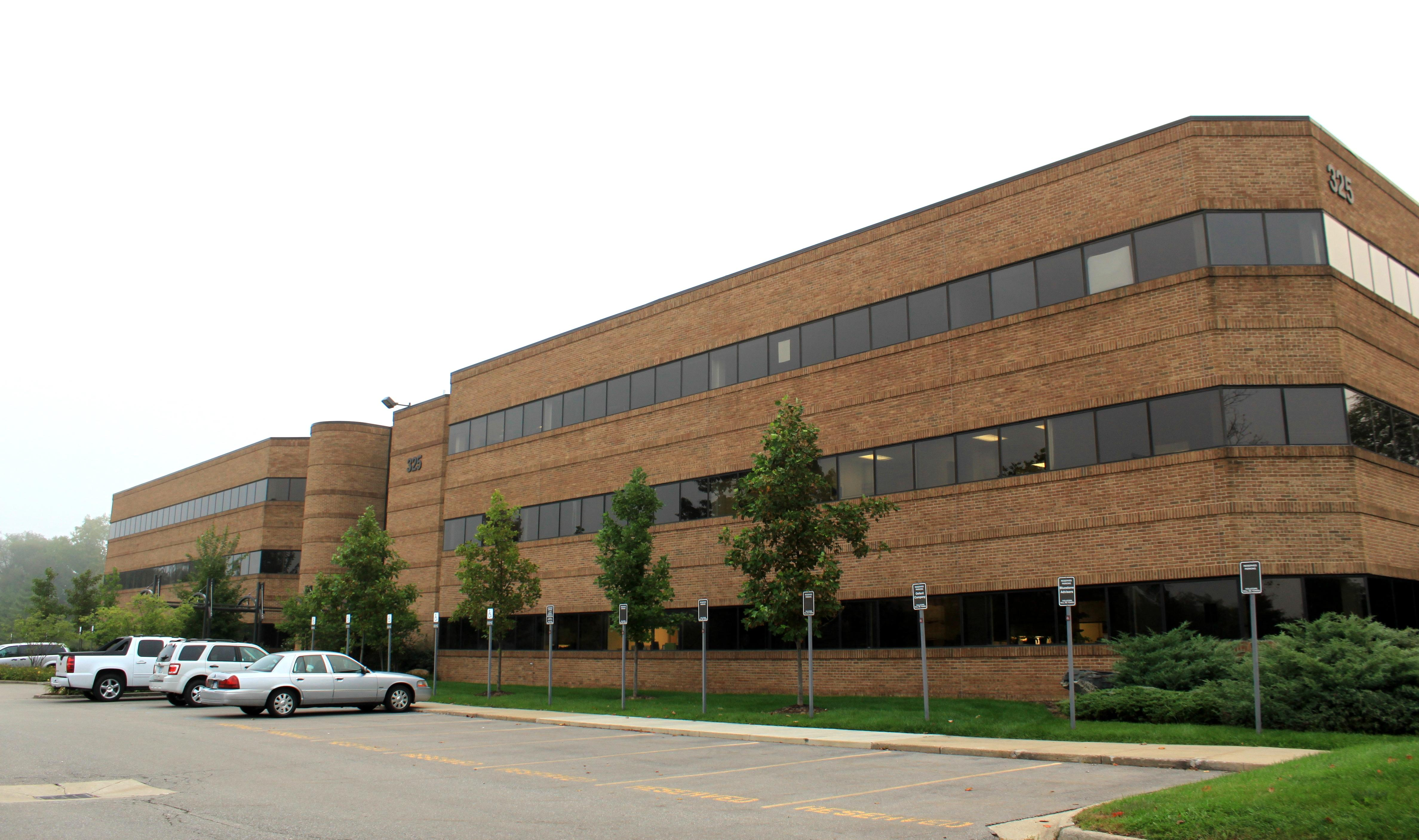
مركز مكتب بيرلينجتون، موقع المقرات الرئيسة لمؤسسة أومنكس

مؤسسة أومنكس (بالإنجليزية: Omnex)‏ تعتبر مؤسسة دولية توفر استشارات الجودة والتدريب وخدمات البرمجيات. وتغطي عروضها الاستشارية والتدريبية تطبيق منهجيات 6 سيجما (Lean Six Sigma) وأيزو 9001:2000 وأيزو/مواصفات فنية 16949:2009 وشهادة إدارة السلامة والصحة المهنية العالمية (OHSAS) وأيزو14000 وأيزو13485 وجودة الخدمة (QOS) ومعايير جودة أخرى.
وقداستُخدِم مصطلح «أومنكس» (Omnex) ليصف مؤسسة «شاملة الأوجه» أو «شاملة المهام».[بحاجة لمصدر]

## عن المؤسسة
قام تشاد كايمل بإنشاء مؤسسة أومنكس عام 1984م. كما قام كايمل بعد ذلك بتأسيس أومنكس سيستمز (Omnex Systems) وAQSR، التي تعتبر حاليًا مؤسسة مستقلة تعمل خارج نطاق مؤسسة أومنكس للاستشارات. وكانت إحدى المهام الأولى التي قام بها موظفو مؤسسة «أومنكس» هي المشاركة في كتابة أسلوب معيار الجودة لشركة فورد، والذي يراقب نجاح نظام الإدارة والجودة ورضا العميل.[بحاجة لمصدر] وأعقب ذلك تقديم شيء جديد من معايير الجودة العالمية والمشاركة في كتابة معيار الجودة QS9000، وهو المعيار المتعلق بصناعة السيارات.
وتُقدم أومنكس سيستمز، وهي الجناح المختص بالبرمجيات في شركة أومنكس، المنتجات الآتية: أكوا برو (AQuA Pro) وبرو للتدقيق (Audit Pro) وبي أو إس إس (BOSS) وبرو للتوثيق (Document Pro) وإتش آر برو (HR Pro) وبرو إم إس ’يه (MSA Pro) وبرو لعمليات المعالجة (Process Pro) وبرو تي بي إم (TPM Pro). وتقع هذه المنتجات كافة ضمن قائمة المنتج الشامل المسمى ببرمجيات أنظمة إدارة الجودة الشاملة للمؤسسات (Enterprise-wide Quality Management System software).[بحاجة لمصدر]

## هيكل المؤسسة
يقع مقرها الرئيسي في آن آربور، ميشيغان (Ann Arbor, Michigan)، وتنتشر مكاتبها في كندا والصين وألمانيا والهند والمكسيك والسعودية وتايلاند. وتعتبر أومنكس ذات موقع إستراتيجي يتيح لها تقديم خدماتها لتلبية احتياجات عملائها في كل العالم.

## فريق الإدارة العليا ومالك الشركة
- المهندس غسان الحاج احمد، الرئيس التنفيذي ورئيس مجلس الإدارة العليا (المالك)
- طه ميقاتي، نائب الرئيس التنفيذي

## وصلات خارجية
- Omnex Systems Home Page